# Sant Mamet e la Salvetat
Saint-Mamet-la-Salvetat és un municipi francès situat al departament de Cantal i a la regió d'Alvèrnia-Roine-Alps. L'any 2007 tenia 1.411 habitants.

## Demografia

### Població
El 2007 la població de fet de Saint-Mamet-la-Salvetat era de 1.411 persones. Hi havia 576 famílies de les quals 152 eren unipersonals (70 homes vivint sols i 82 dones vivint soles), 202 parelles sense fills, 189 parelles amb fills i 33 famílies monoparentals amb fills.
La població ha evolucionat segons el següent gràfic:
Habitants censats

### Habitatges
El 2007 hi havia 736 habitatges, 586 eren l'habitatge principal de la família, 98 eren segones residències i 51 estaven desocupats. 671 eren cases i 56 eren apartaments. Dels 586 habitatges principals, 456 estaven ocupats pels seus propietaris, 110 estaven llogats i ocupats pels llogaters i 21 estaven cedits a títol gratuït; 1 tenia una cambra, 37 en tenien dues, 75 en tenien tres, 173 en tenien quatre i 300 en tenien cinc o més. 448 habitatges disposaven pel capbaix d'una plaça de pàrquing. A 244 habitatges hi havia un automòbil i a 275 n'hi havia dos o més.

### Piràmide de població
La piràmide de població per edats i sexe el 2009 era:
| Homes | Edats   | Dones |
| ----- | ------- | ----- |
| 4     | 95 o +  | 4     |
| 0     | 90 a 94 | 4     |
| 12    | 85 a 89 | 4     |
| 4     | 80 a 84 | 12    |
| 24    | 75 a 79 | 48    |
| 36    | 70 a 74 | 24    |
| 52    | 65 a 69 | 28    |
| 40    | 60 a 64 | 44    |
| 32    | 55 a 59 | 40    |
| 40    | 50 a 54 | 40    |
| 64    | 45 a 49 | 40    |
| 44    | 40 a 44 | 48    |
| 44    | 35 a 39 | 56    |
| 56    | 30 a 34 | 52    |
| 60    | 25 a 29 | 36    |
| 20    | 20 a 24 | 32    |
| 52    | 15 a 19 | 40    |
| 28    | 10 a 14 | 48    |
| 48    | 5 a 9   | 20    |
| 52    | 0 a 4   | 48    |

## Economia

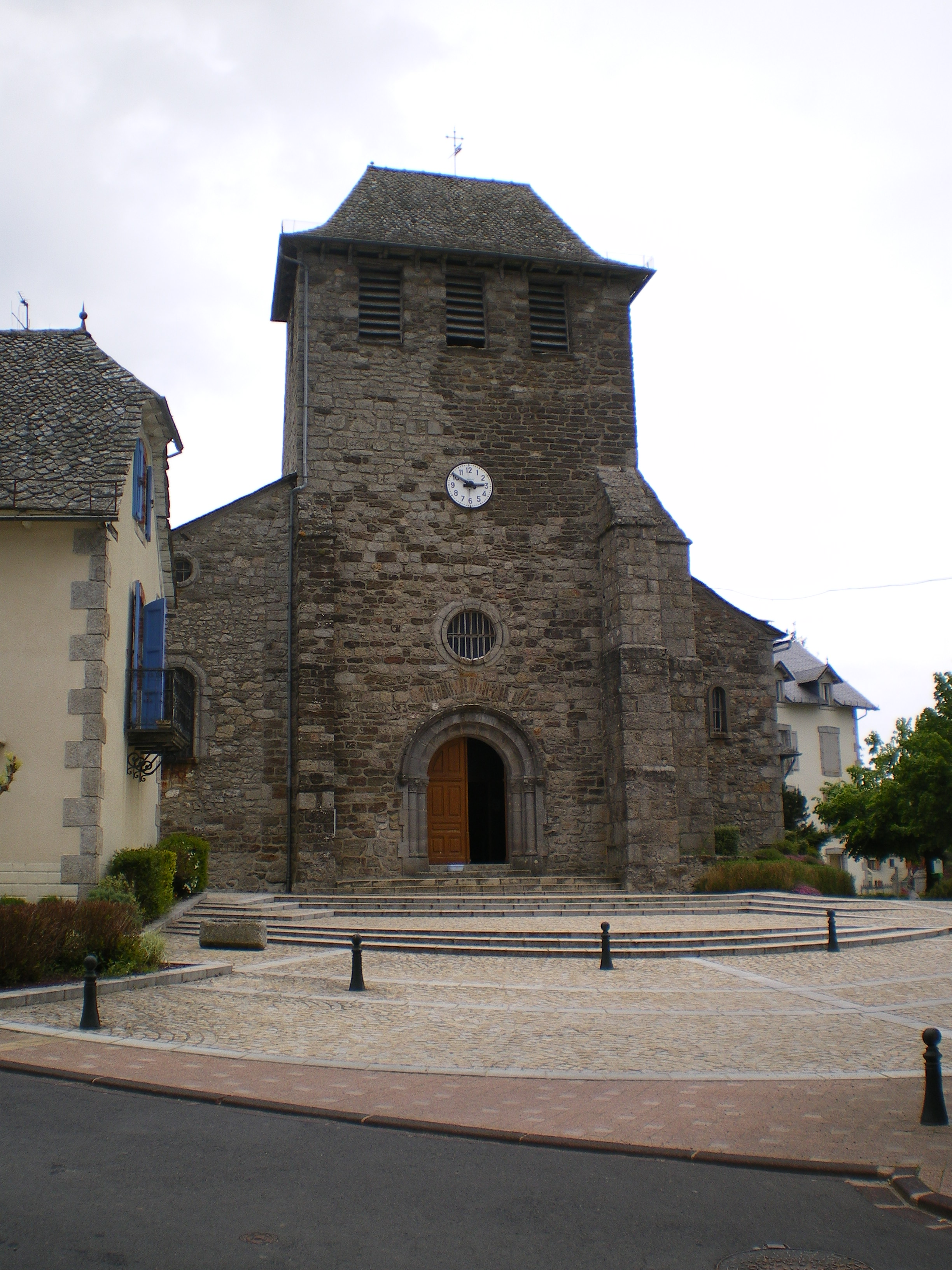
Església

El 2007 la població en edat de treballar era de 898 persones, 664 eren actives i 234 eren inactives. De les 664 persones actives 631 estaven ocupades (349 homes i 282 dones) i 34 estaven aturades (13 homes i 21 dones). De les 234 persones inactives 78 estaven jubilades, 87 estaven estudiant i 69 estaven classificades com a «altres inactius».

### Ingressos
El 2009 a Saint-Mamet-la-Salvetat hi havia 636 unitats fiscals que integraven 1.535 persones, la mediana anual d'ingressos fiscals per persona era de 16.419 €.

### Activitats econòmiques
Dels 58 establiments que hi havia el 2007, 1 era d'una empresa extractiva, 3 d'empreses alimentàries, 2 d'empreses de fabricació d'altres productes industrials, 20 d'empreses de construcció, 11 d'empreses de comerç i reparació d'automòbils, 3 d'empreses de transport, 6 d'empreses d'hostatgeria i restauració, 1 d'una empresa d'informació i comunicació, 2 d'empreses financeres, 2 d'empreses immobiliàries, 2 d'empreses de serveis, 3 d'entitats de l'administració pública i 2 d'empreses classificades com a «altres activitats de serveis».
Dels 28 establiments de servei als particulars que hi havia el 2009, 1 era una oficina d'administració d'Hisenda pública, 1 gendarmeria, 1 oficina de correu, 1 una oficina bancària, 1 taller de reparació d'automòbils i de material agrícola, 1 taller d'inspecció tècnica de vehicles, 5 paletes, 5 guixaires pintors, 4 lampisteries, 3 electricistes, 1 perruqueria, 1 veterinari i 3 restaurants.
Dels 4 establiments comercials que hi havia el 2009, 1 era una botiga de més de 120 m², 1 una botiga de menys de 120 m², 1 una fleca i 1 una carnisseria.
L'any 2000 a Saint-Mamet-la-Salvetat hi havia 64 explotacions agrícoles que ocupaven un total de 2.820 hectàrees.

## Equipaments sanitaris i escolars

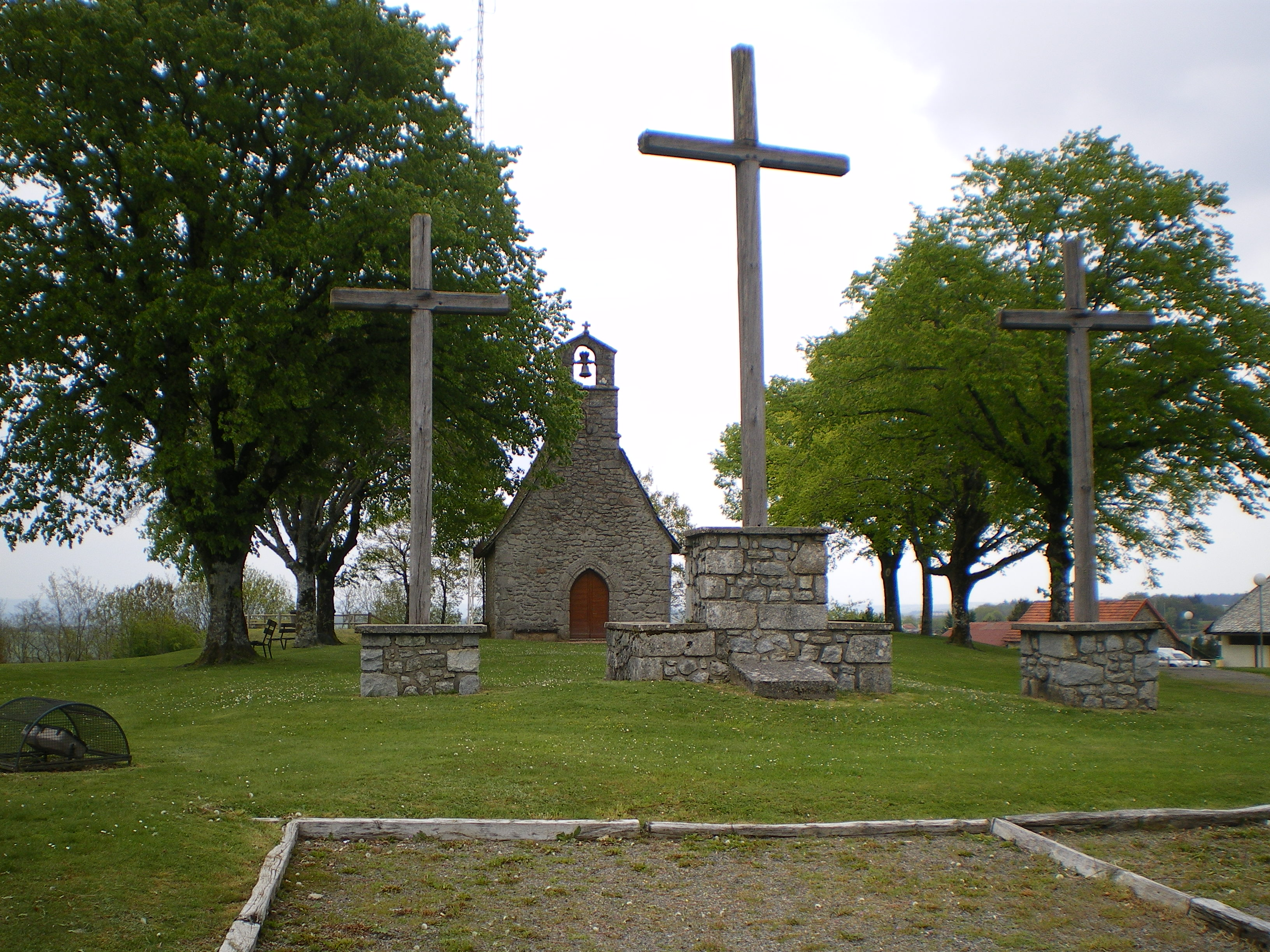

L'únic equipament sanitari que hi havia el 2009 era una farmàcia.
El 2009 hi havia una escola elemental. Saint-Mamet-la-Salvetat disposava d'un col·legi d'educació secundària amb 193 alumnes.

## Poblacions més properes
El següent diagrama mostra les poblacions més properes.